# Kümmelblättrige Silge
Die Kümmelblättrige Silge (Selinum carvifolia), auch einfach Silge genannt, ist eine Pflanzenart aus der Gattung Silgen (Selinum) innerhalb der Familie Doldenblütler (Apiaceae). Sie ist in Eurasien verbreitet. 

## Beschreibung

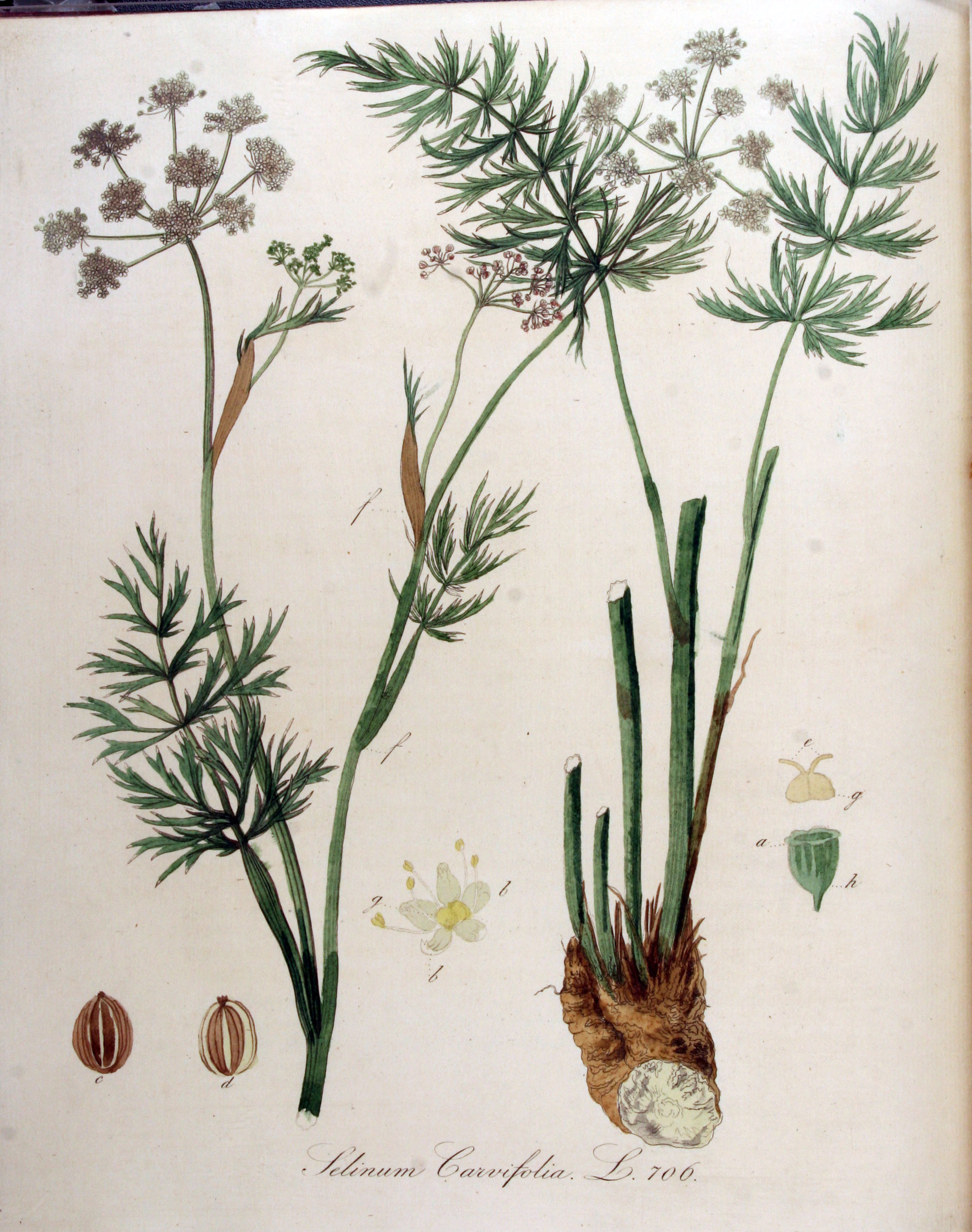
Illustration aus Flora Batava ..., Volume 9

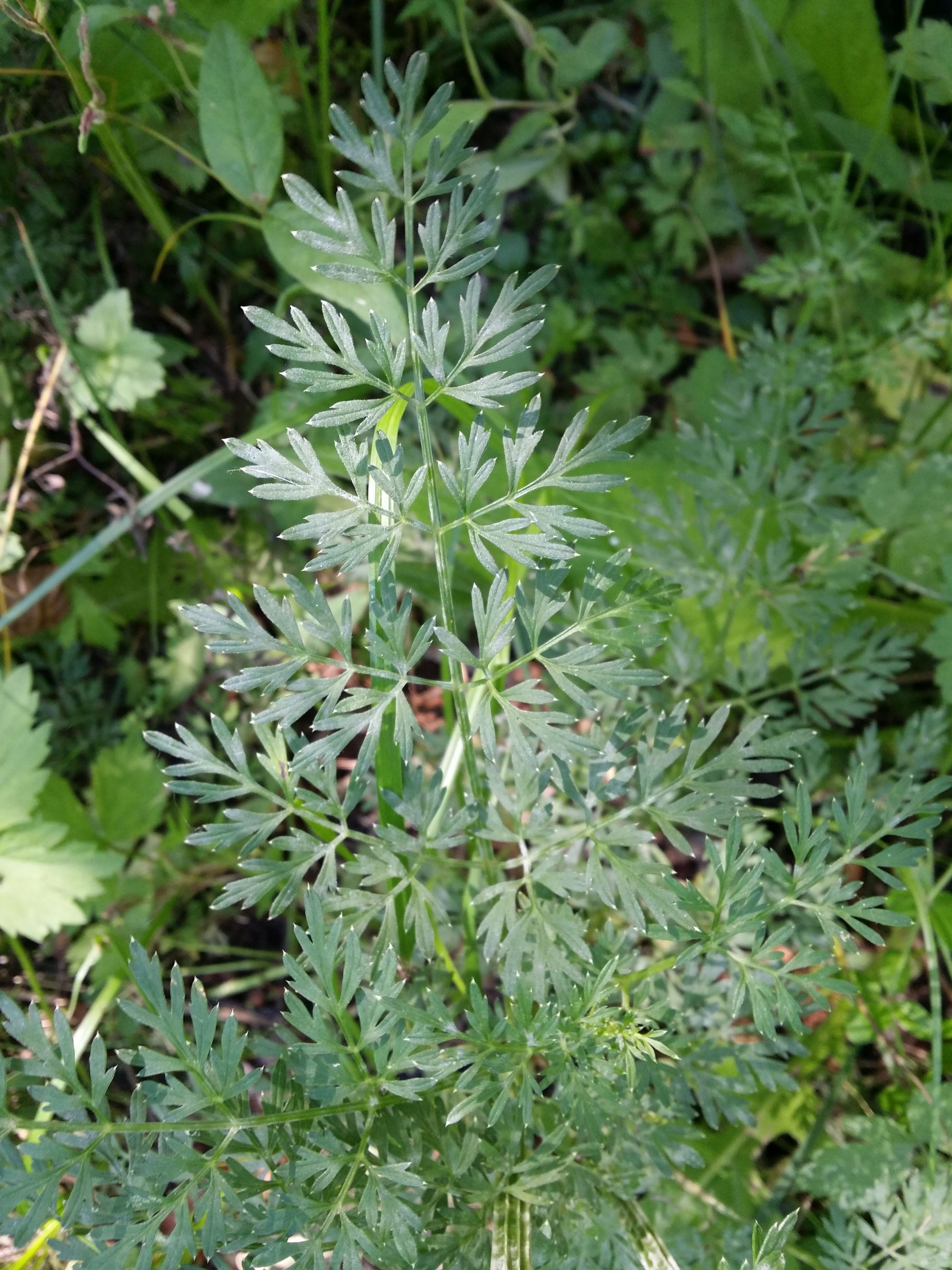
Laubblatt

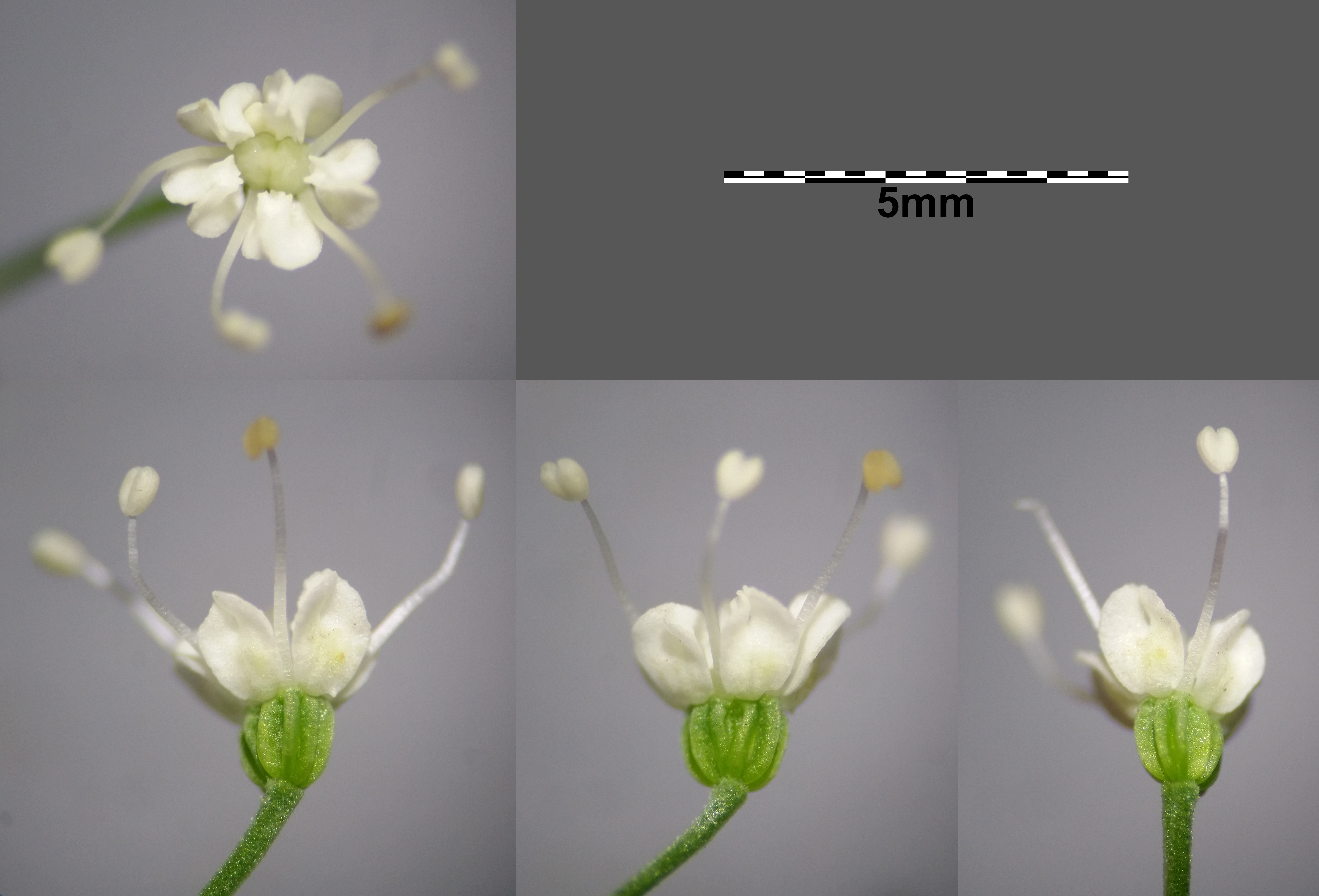
Blüten

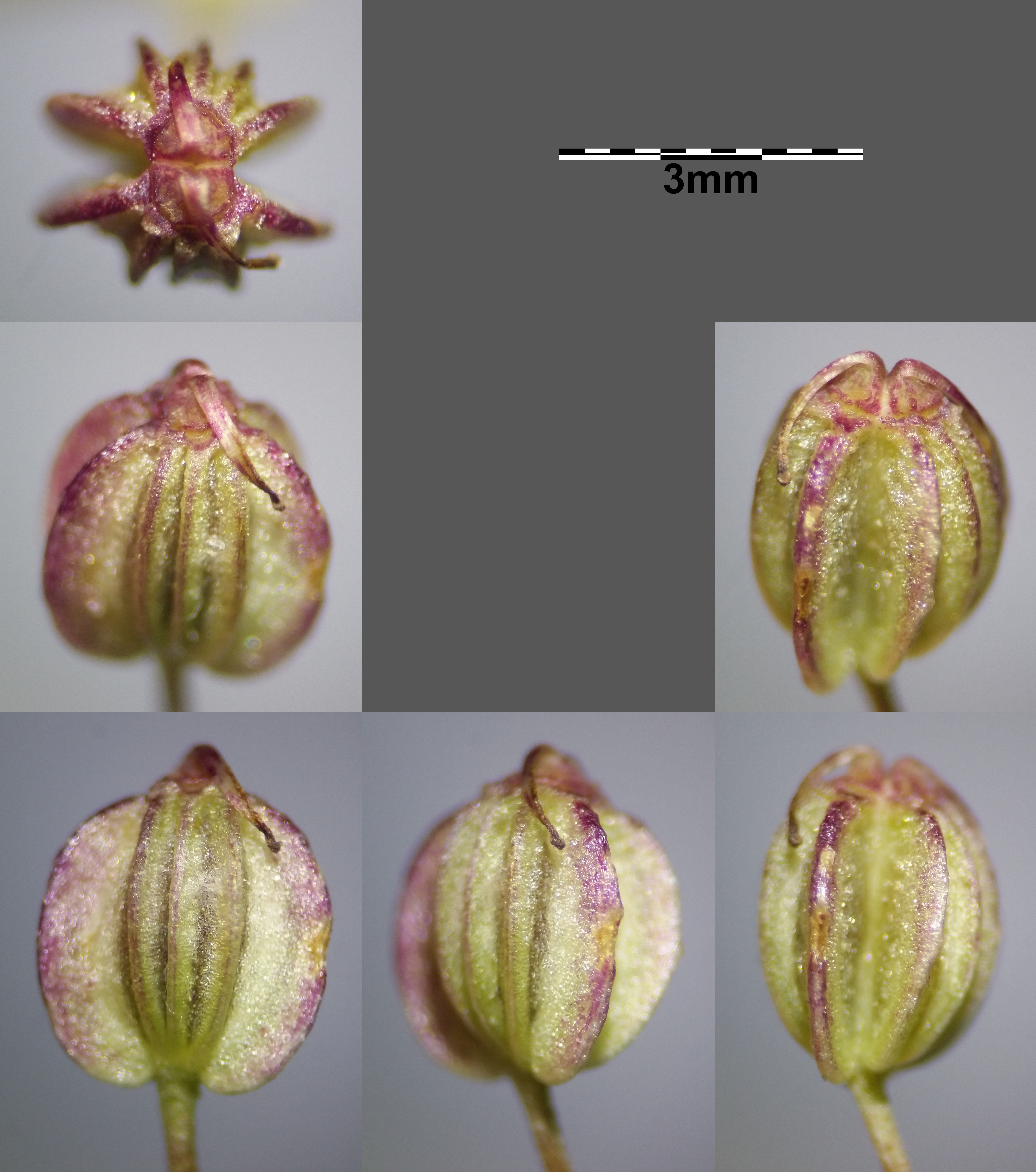
Junge Früchte

### Vegetative Merkmale
Die Kümmelblättrige Silge wächst als sommergrüne, ausdauernde krautige Pflanze und erreicht Wuchshöhen von 30 bis 100 Zentimetern. Der scharfkantig gefurchte Stängel ist schlank, im oberen Bereich verzweigt und entfernt beblättert.
Die unteren Laubblätter sind lang gestielt und ihre Blattspreite ist bei einer Länge von bis zu 30 Zentimetern sowie einer Breite von bis zu 15 Zentimetern dreifach gefiedert. Ihre Abschnitte letzter Ordnung sind tief fiederspaltig eingeschnitten. Ihre Blattzipfel sind bei einer Breite von etwa 1 Millimetern länglich-elliptisch bis linealisch sowie stachelspitzig. Die oberen Laubblätter sind kleiner, weniger stark zerteilt und auf den schmalen, hautrandigen und mit zwei Öhrchen versehenen Blattscheiden sitzend. Die Blattzipfel enden in einer schlanken, kegelförmigen, weißlichen Stachelspitze.

### Generative Merkmale
Die Blütezeit reicht von Juli und August, gelegentlich auch bis September. Der doppeldoldige Blütenstand ist bis 8 Zentimeter breit und 15- bis 20-strahlig, wirkt gedrungen und ist etwas gewölbt. Die Hülle fehlt oder es sind ein bis zwei Hüllblätter vorhanden. Die linealisch-pfriemlichen Hüllchenblätter sind zahlreich vorhanden.
Die Blüten sind fünfzählig. Die weißen bis rosafarbenen Kronblätter bei einer Länge von etwa 1,5 Millimetern sowie einer Breite von etwa 1 Millimeter elliptisch mit ausgerandetem oberen Ende und mit einem eingeschlagenen Läppchen versehen. Das Griffelpolster ist niedrig-kegelförmig. Die Griffel sind darüber zurückgebogen. Die Fruchthalter sind bis zum Grund zweiteilig.
Die Doppelachäne ist bei einer Höhe von etwa 3 Millimetern rundlich-elliptisch, abgeflacht und zuletzt zehnflügelig. Fruchtreife ist von August bis Oktober.
Die Chromosomenzahl beträgt 2n = 22.

## Ökologie
Die Kümmelblättrige Silge ist ein Hemikryptophyt und eine Halbrosettenpflanze.
Die Blütenökologisch handelt es sich um „Nektar führende Scheibenblumen“ mit männlichen und zwittrigen (dann vormännlichen) Blüten. Die Bestäubung erfolgt durch Zweiflügler und Käfer.
Die Diasporen sind die Doppelachänen; sie werden als Windstreuer und Flügelflieger ausgebreitet, auch Zufallsausbreitung durch Weidetiere kommt vor.
Die Kümmelblättrigen Silge ist Wirtspflanze für die Pilzarten Erysibe polygoni, Plasmopara nivea, Puccinia bullata und Leptosphaeria doliolum.

## Vorkommen
Die Kümmelblättrige Silge ist ein eurasisch-subozeanisches Florenelement. Sie ist von Europa bis Kasachstan und Westsibirien weitverbreitet. In Europa kommt sie in Nord-, Mittel- und seltener in Südeuropa vor. Sie hat Vorkommen in fast allen Ländern Europas und fehlt nur in Irland, Island, im Baltikum, in Albanien, Nordmazedonien, Griechenland und in der Türkei.
Sie steigt in den Bayerischen Alpen bis in eine Höhenlage von 1400 Meter auf.
In Österreich kommt sie zerstreut bis selten vor und ist vielerorts gefährdet. In der Schweiz ist sie allgemein zerstreut zu finden. Die Kümmelblättrige Silge kommt in Mitteleuropa zerstreut bis selten vor. Selinum carvifolia kommt zerstreut im mittleren sowie südlichen Deutschland vor und tritt in Norddeutschland selten auf.
Selinum carvifolia wächst in Feuchtwiesen, Auengebüschen und lichten Waldgesellschaften. Sie ist in Mitteleuropa eine Charakterart der Ordnung Molinietalia, kommt aber auch in wechselfeuchten Gesellschaften der Verbände Carpinion oder Quercion roboris vor. Sie gedeiht am besten auf wechselfeuchten, meist kalkarmen, tonigen Böden oder Torfböden.
Die ökologischen Zeigerwerte nach Landolt et al. 2010 sind in der Schweiz: Feuchtezahl F = 4w+ (sehr feucht aber stark wechselnd), Lichtzahl L = 3 (halbschattig), Reaktionszahl R = 3 (schwach sauer bis neutral), Temperaturzahl T = 3+ (unter-montan und ober-kollin), Nährstoffzahl N = 2 (nährstoffarm), Kontinentalitätszahl K = 2 (subozeanisch).

## Unterscheidung von ähnlichen Arten
Von der Gewöhnlichen Wiesensilge (Silaum silaus) unterscheidet sich die Kümmelblättrige Silge durch die weißen oder rötlichen Blüten. Die Blüten der Gewöhnlichen Wiesensilge sind gelblich und nie weiß.

## Systematik

### Taxonomie
Die Erstveröffentlichung erfolgte 1753 unter dem Namen (Basionym) Seseli carvifolia durch Carl von Linné in Species Plantarum, Tomus I, Seite 260. Die Neukombination wurde von ihm selbst 1762 in der 2. Auflage dieses Werks Seite 350 als Selinum carvifolia (L.) L. veröffentlicht. Das Artepitheton "carvifolia" ist ein Substantiv; Linné hatte es von Caspar Bauhin übernommen.

### Unterarten und ihre Verbreitung
Je nach Autor gibt es etwa zwei Unterarten:
- Selinum carvifolia subsp. carvifolia: Sie kommt in Europa in Frankreich, Deutschland, Großbritannien, Österreich, Liechtenstein, Tschechien, Italien, in Russland, Belarus und in der Ukraine vor.[6]
- Selinum carvifolia subsp. broteroi (Hoffmanns. & Link) Laínz: Sie kommt nur in Portugal, Spanien und Frankreich vor.[6] Sie wird von manchen Autoren auch als selbstständige Art angesehen: Selinum broteroi Hoffmanns. & Link. Sie kommt auf der Iberischen Halbinsel in Höhenlagen von 500 bis 900 Meter vor.[8]